# Anafora Addaja i Mariego
Anafora świętych Addaja i Mariego (ang. Anaphora of Addai and Mari) – jedna z najstarszych Modlitw eucharystycznych, używanych do dziś w Kościele chaldejskim oraz malabarskim.

## Świadek eucharystii III w.
Anafora Addaja i Mariego jest jedną z dwóch, obok tekstu Eucharystii z Papirusu strasburskiego, świadectw liturgii Eucharystii chrześcijańskiej z III w. Większość modlitw zawartych w anaforze Addaja i Mari znajduje się także w Trzeciej anaforze św. Piotra znanej również pod nazwą Sharar, celebrowanej w rycie Maronickim, stąd wniosek, że za obydwoma tekstami stoi wspólne źródło. Istniejące rękopisy anafory są znacznie późniejsze, lecz kościelna izolacja wschodniej Syrii oraz silny wpływ semicki na chrześcijaństwo w tym regionie, są przesłanką za tym, że przynajmniej niektóre jej fragmenty są rzeczywiście starożytne. Została najprawdopodobniej ułożona w języku syryjskim, a nie w grece.

## Schemat
L. Bouyer, za E.C. Ratcliffem wyróżnił na następujące elementy anafory, będące jednak dziełem późniejszego redaktora:
1. Pierwszy akt dziękczynienia prowadzący do Sanctus
2. Drugie dziękczynienie prowadzące do słów ustanowienia
3. Anamneza
4. Modlitwy wstawiennicze i wspomnienia
5. Epikleza
6. Końcowa doksologia

Schemat ten – widoczny w wersji używanej w Kościele syro-malabarskim – jednak został stworzony przez bardzo niedoskonałe dodanie elementów będących ewidentnie z innego okresu. Elementy te wstawiono tnąc starszą modlitwę lub grupę modlitw.

## Kwestia brakusłów ustanowienia
Cechą charakterystyczną anafory jest to, że nie ma w niej słów Jezusa ustanowienia Eucharystii: Bierzcie i jedzcie... to jest Ciało moje... etc.. Z tego względu w zachodnim chrześcijaństwie podnosiły się głosy o nieważności tej Eucharystii. W 2001 roku Kongregacja Nauki Wiary wydała deklarację, podpisaną przez Jana Pawła II, potwierdzającą jej ważność. Za argument podano jej starożytność, sięgającą prawie czasów apostolskich, i to, że jest zwyczajną modlitwą eucharystyczną Kościoła apostolskiego, ciągłość sprawowania jej poświadczona jest od co najmniej VII w., bez faktycznych sprzeciwów ze strony innych kościołów. Argumentem jest także katolicka, ortodoksyjna wiara Kościoła chaldejskiego odnośnie do Eucharystii oraz to, że odwołanie do ustanowienia jest rozsiane w formie euchologii, modlitw dziękczynienia, wysławiania i wstawiennictwa. Dokument też dodaje następującą prośbę:

Gdy chaldejscy wierni uczestniczą w asyryjskiej celebracji Świętej Eucharystii, wówczas szafarza asyryjskiego uprzejmie prosi się o dodanie słów ustanowienia w Anaforze Addaja i Mariego.

Anafora nawiązuje też w kilku miejscach do Ciała Chrystusa w trakcie modlitwy, np.:Ciało Chrystusa i Jego drogocenna Krew znajdują się na świętym ołtarzu. Według C. Giraudo SJ jest ona, podobnie jak relacja św. Justyna w 1 Apologii, punktem wyjściowym dyskusji nad genezą opisu ustanowienia w modlitwach eucharystycznych. 

## Wydanie krytyczne tekstu
Najstarszy tekst anafory świętych Addaja i Mari został odnaleziony w 1964 r. przez W.F. Macombera. Mansukrypt z tekstem anafory uczony odnalazał w kościele parafialnym Mar⁾Ešà⁽ya (św. Izajasza) w Mosulu w Iraku: The Eldest Known Text of the Anaphora of the Apostles Addai and Mari. „Oriens Christianus”. 32 (1966). s. 358-371. Wiesbaden.

### Wydanie polskie
Tekst anafory w polskim tłumaczeniu został opublikowany przez H. Paprockiego w pracy pt. Wieczerza Mistyczna, Warszawa 1988 r.:
- Wersja używana w Kościele chaldejskim (bez słów ustanowienia): s. 277-282.
- Wersja używana w Kościele syro-malabarskim (ze słowami ustanowienia): s. 306-311.